# استراديفيلين
استراديفيلين (Istradefylline)، الذي يباع تحت الإسم التجاري نوريانز (Nourianz)، هو دواء يستخدم مع ليفودوبا/كاربيدوبا لعلاج النوبات التدهور أو التوقف ( الأوف) في مرض باركنسون (PD).   فنوبة "التوقف" هي الفترة التي لا تعمل فيه الأدوية الأخرى بشكل جيد، مما يؤدي إلى الرعشة و صعوبة المشي.  و يعطى طريق الفم. 
تشمل الآثار الجانبية الشائعة لهذا العلاج على: حركات العضلات اللاإرادية، و الإمساك، و الهلوسة ، و الدوخة، و الغثيان، و مشاكل النوم.  إضافة إلى ذلك، قد تشمل الآثار الجانبية الأخرى السلوك القهري.  إنه مضاد لمستقبلات الأدينوزين A2A . 
تمت الموافقة على استراديفيلين للاستخدام الطبي في الولايات المتحدة في عام 2019.  أما في أوروبا، لم تعط الموافقة عليه في عام 2021 بسبب عدم وضوح الأدلة الفائدة الصحية للعقار. نتيجة لذلك، فهو غير متاح في المملكة المتحدة.  في الولايات المتحدة تبلغ التكلفة حوالي 1500 دولار أمريكي شهريًا. 